# Grzegorz Hajdarowicz
Grzegorz Marek Hajdarowicz (ur. 27 października 1965 w Krapkowicach) – polski przedsiębiorca, producent filmowy, wydawca, działacz opozycji niepodległościowej w czasach PRL, konsul honorowy Federacyjnej Republiki Brazylii w Małopolsce i na Górnym Śląsku.

## Życiorys
Urodził się 27 października 1965 w Krapkowicach koło Opola w rodzinie Kazimierza i Zofii Hajdarowiczów. Posiada wykształcenie wyższe politologiczne, absolwent UJ. Po 13 grudnia 1981 działał w konspiracji szkolnej, potem w KPN. Brał aktywny udział w walkach ulicznych w Krakowie i Nowej Hucie, był drukarzem w podziemnej drukarni w Wieliczce. Na przełomie lat 80. i 90. XX w. pracował jako dziennikarz i zastępca redaktora naczelnego polskiego tygodnika wydawanego w Nowym Jorku i dziennika wydawanego w Krakowie. Na początku lat 90. XX w. był radnym Krakowa z listy KPN.
W 1991 roku założył firmę Gremi, specjalizującą się pierwotnie w dystrybucji produktów farmaceutycznych. Obecnie Gremi wraz ze spółkami powiązanymi, zajmuje się inwestycjami kapitałowymi, restrukturyzacją i projektami nieruchomościowymi, a Hajdarowicz jest głównym udziałowcem grupy kapitałowej Gremi, kontrolującej między innymi spółkę giełdową KCI S.A.. W 2009 roku Gremi zainwestowała w unikatowy projekt w Brazylii, zakupując Fazenda Estrela o powierzchni ok. 25 km² z 6,5 km plaży. Od 2017 roku jest właścicielem Alvernia Studios.
Od kilku lat w zakresie odrębnej linii biznesowej, przez spółkę Gremi Film Production S.A., Grzegorz Hajdarowicz zaangażowany jest w produkcję filmową, w tym produkcję filmów w Hollywood. Od 2003 roku wyprodukował 6 filmów fabularnych – 3 polskie produkcje (Zakochany Anioł, Pod powierzchnią, Hania) i 3 międzynarodowe koprodukcje (Straż nocna reż. Peter Greenaway, Carmo, Hit The Road reż. Murilo Pasta, City Island reż. Raymond De Felitta).
W roku 2009 od transakcji kupna tygodnika „Przekrój” rozpoczął się etap budowania projektu medialnego. Dzisiaj spółka Gremi Media S.A. jest właścicielem „Rzeczpospolitej”, wydaje też dziennik ekonomiczny „Parkiet”, miesięcznik „Uważam Rze Historia” i internetowo magazyn „Sukces”, „Uważam Rze”, i polski Bloomberg Business Week. W grudniu 2021 zawarto umowę, na mocy której 40% akcji Gremi Media kupił holenderski fundusz Pluralis B.V. Wśród inwestorów Pluralis B.V. znajdują się fundusze wspomagane finansowo przez George’a Sorosa: Media Development Investment Fund (MDIF) i  Soros Economic Development Fund (SEDF).
W 2018 uczestniczył w spotkaniu Grupy Bilderberg.
Posiada zabytkowy dworek we wsi Karniowice pod Krakowem, który wyremontował i uratował przed zniszczeniem.

## Wyróżnienia
- Medal „Niezłomnym w słowie” (22 września 2010)[10].
- „Hiena Roku 2013” (30 stycznia 2014) przyznana przez Stowarzyszenie Dziennikarzy Polskich za łamanie zasad etyki środków masowego przekazu poprzez pozbawienie opieki prawnej dziennikarzy wydawanych przez jego spółkę Presspublikę tytułów prasowych w sprawach dotyczących okresu ich pracy w jego wydawnictwach[11].
- Krzyż Kawalerski Orderu Odrodzenia Polski (2015)[12]
- Oficer Orderu Rio Branco (2020)[13][14]
- Krzyż Wolności i Solidarności (2021)[15][16][17]
- 17. miejsce w rankingu Liderzy Biznesu 2021 miesięcznika Forbes[18][19]